# 長野市立犀陵中学校
長野市立犀陵中学校（ながのしりつさいりょうちゅうがっこう）は、長野県長野市にある中学校。

## 所在地
- 長野県長野市川合新田202-1

## 沿革
- 1991年（平成3年）4月 開校。

## 部活動
- 男子バレー部
- 女子バレー部
- 男子バスケット
- 女子バスケット
- 男子テニス部
- 女子テニス部
- サッカー部
- 陸上部
- 卓球部
- 野球部
- 柔道部
- 剣道部
- 吹奏楽部
- 合唱部
- 美術部
- 家庭科部
- 技術部
- 科学部

## 著名な出身者
- 上野拓紀 - アイスホッケー選手
- 傳田真央 - 歌手
- 天城れいん - 宝塚歌劇団花組男役
- 松橋周平　ラグビー選手